# Myiobius sulphureipygius
Myiobius sulphureipygius là một loài chim trong họ Tyrannidae.